# Cucina di Hong Kong

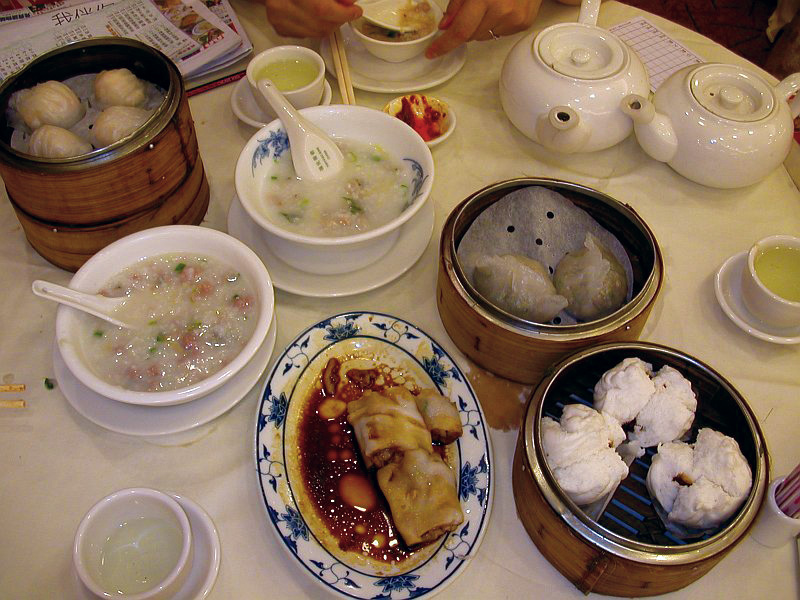
Colazione dim sum

La cucina di Hong Kong è una cucina cinese, influenzata dalla cucina cantonese, dalla cucina hakka, Teochew, Hokkien, Shanghai, da quella occidentale, giapponese e del sud est asiatico.
Tutte queste influenze sono dovute al suo passato  di città commerciale e facente parte dell'impero coloniale britannico.
Dalle bancarelle ai ristoranti più esclusivi, Hong Kong offre una varietà illimitata di cibo per ogni classe sociale. Combinazioni complesse e competenze gourmet internazionale hanno dato Hong Kong le etichette reputazione di "paradiso Gourmet" e "Fiera mondiale di prodotti alimentari".

## Abitudini a tavola
La maggior parte dei ristoranti ad Hong Kong servono portate piccole rispetto agli standard internazionali e soprattutto rispetto alle nazioni occidentali.
La portata principale è accompagnata da riso o noodle.
Ad Hong Kong si mangia 5 volte al giorno: colazione, pranzo, il tè del pomeriggio (verso le 15:00) la cena e il siu yeh, dopo le 22.00.